# Wadena, Iowa
Wadena är en ort i Fayette County i Iowa. Orten är känd för en Woodstock-liknande rockfestival som hölls på ägorna till en bondgård i närheten av Wadena 1-3 augusti 1970. Vid 2010 års folkräkning hade Wadena 262 invånare.